# Александар Шоштар
Александар Шоштар (рођен 21. јануара 1964) је бивши српски ватерполиста који је играо у репрезентацији СР Југославије која је на Олимпијским играма 2000. освојила бронзану медаљу, а са репрезентацијом СФРЈ 1988. на Олимпијским играма освојио златну медаљу. Играо је на позицији голмана.
Године 2001. је добио златну значку Спорта, награду за најбољег спортисту у Југославији, a Југословенски олимпијски комитет га је прогласио за најбољег мушког спортисту.
Обављао је функције председника Ватерполо клуба Партизан и председника Спортског савеза Србије.
Дипломирао је машинство на Машинском факултету Универзитета у Београду.

## Клупски трофеји
- Евролига 1999/00. -  Шампион са Бечејем
- Куп победника купова 1990. - Победник са Партизаном
- Суперкуп Европе 1990/91. - Победник са Партизаном
- ЛЕН куп 1994/95. - Победник са Барселоном
- Медитерански куп 1989. - Победник са Партизаном
- Првенство СФР Југославије 1983/84, 1986/87. и 1987/88. -  Шампион са Партизаном
- Куп СФР Југославије 1981/82, 1984/85, 1986/87, 1987/88, 1989/90. и 1990/91. - Победник са Партизаном
- Куп СР Југославије 1991/92. - Победник са Партизаном
- Првенство Италије 1992/93. и 1993/94. -  Шампион са Посилипом
- Првенство Шпаније 1994/95. и 1995/96. -  Шампион са Барселоном
- Куп Шпаније 1994/95. и 1995/96. - Победник са Барселоном
- Првенство СР Југославије 1994. -  Шампион са Будвом
- Првенство СР Југославије 1997/98, 1998/99, 1999/00. и 2000/01. -  Шампион са Бечејем
- Куп СР Југославије 1997/98, 1998/99, 1999/00. и 2000/01. - Победник са Бечејем